# Lei marcial na Polônia

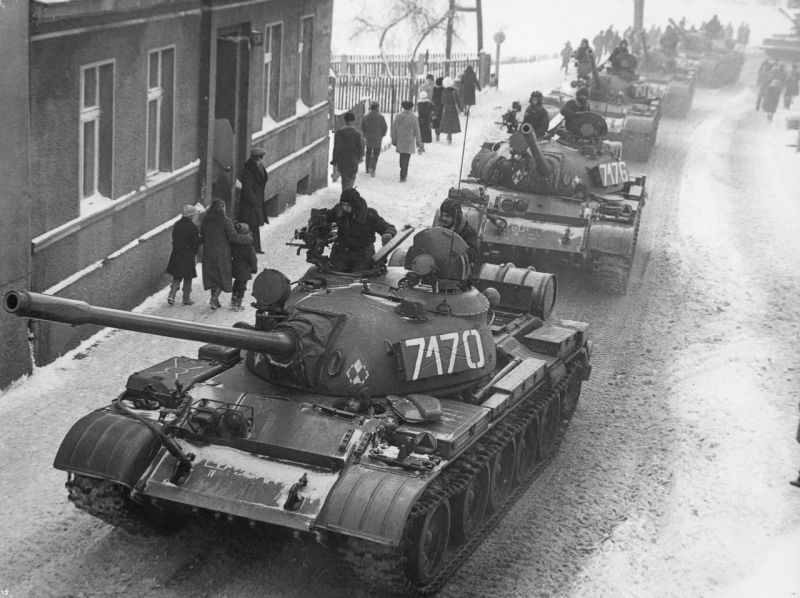
Tanques T-55A poloneses durante a lei marcial, em 13 de dezembro de 1981.

O período de lei marcial na Polônia (em polonês/polaco:  Stan wojenny w Polsce) refere-se ao período compreendido entre 13 de dezembro de 1981 à 22 de julho de 1983, quando o governo da República Popular da Polônia restringiu drasticamente a vida normal dos cidadãos através da introdução de lei marcial em uma tentativa para esmagar a oposição política. A frase em polonês é «Stan Wojenny», que traduzido literalmente significa "estado de guerra". Embora o país manteve-se em paz durante este período, os movimentos de oposição, como a Solidarność, foram proibidos e seus líderes presos. Milhares de ativistas da oposição foram internados sem acusação e mais de 100 pessoas foram mortas.
Mesmo após o levantamento da lei marcial, as restrições permaneceram por vários anos e muitos dos presos políticos não seriam libertados até a anistia geral em 1986. A lei marcial também teve consequências econômicas negativas. Estabeleceu-se uma "reforma econômica", que se somou a um grande aumento dos preços, como resultado dos rendimentos da população caíram em termos reais cerca de 20% (embora algumas estimativas são ainda maiores).
Após o fim da República Popular em 1989, determinou-se que a lei marcial fosse declarada como violação da constituição polonesa. Isso iria autorizar o Conselho de Estado a declarar a lei marcial apenas entre as sessões parlamentares (caso contrário, a decisão deveria ser tomada pelo Sejm (parlamento polonês). No entanto, o Sejm estava em sessão no momento em que foi declarada a lei marcial. Em 1992, o Sejm declarou a lei marcial ilegal na Polônia.
Em 2006, o governo polonês anunciou que iria apresentar acusações contra Wojciech Jaruzelski pela repressão de 1981.